# HMS Blankney (L30)
«Бланкні» (L30) (англ. HMS Blankney (L30) — військовий корабель, ескортний міноносець типу «Хант» «II» підтипу Королівського військово-морського флоту Великої Британії за часів Другої світової війни.
«Бланкні» закладений 17 травня 1940 року на верфі компанії John Brown & Company, у Клайдбанку. 19 грудня 1940 року він був спущений на воду, а 11 квітня 1941 року увійшов до складу Королівських ВМС Великої Британії.
Ескортний міноносець брав активну участь у бойових діях на морі в Другій світовій війні; змагався у водах Північної Атлантики, на Середземному морі, супроводжував мальтійські та арктичні конвої. За проявлену мужність та стійкість у боях нагороджений сьома бойовими відзнаками.

## Бойовий шлях

### 1941
Протягом літа 1941 року «Бланкні» супроводжував транспортні конвої в Атлантиці. 17 вересня 1941 року визначений до ескорту конвою WS 11, який прямував від берегів Англії до Фрітауна й далі на Кейптаун і до Індійського океану. «Бланкні» супроводжував на найзагрозливіших ділянках морських комунікацій в Атлантичному океані до Гібралтару, звідкіля повернувся до військово-морської бази в Ліверпулі.
1 жовтня 1941 року есмінець вийшов з «Стенлі» з Клайда на підтримку ескорту конвою WS 12. Входив до сил ближнього супроводу, який очолював крейсер «Каїр».
У грудні 1941 року «Бланкні» виконував завдання з супроводу конвою HG 76, який прямував до Гібралтару. 17 грудня на водній поверхні палубним літаком «Марлет» з ескортного авіаносця «Одасіті» був помічений німецький підводний човен U-131, який спробував зануритись на глибину. Британські кораблі та літаки негайно розпочали атаку, але «Марлет» був збитий німцями під час штурмовки. Тому есмінці «Бланкні», «Стенлі» й «Ексмур», шлюпи «Сток» і «Пентстемон» відкрили вогонь з гармат головного калібру по субмарині противника. Капітан U-131 ухвалив рішення затопити корабель; усі 47 німецьких підводників потрапили в полон.
18 грудня екіпаж «Стенлі» південніше островів Мадейра виявив U-434 і розпочав переслідування човна. «Бланкні» тричі атакував субмарину глибинними бомбами, внаслідок чого U-434 дістав пошкоджень і вимушено сплив на поверхню. Німецький екіпаж був узятий полоненими, човен затонув.

### 1942
У лютому 1942 року ескортний міноносець після відновлювальних робіт у Гібралтарі залучався до супроводу бойових кораблів, що здійснювали доставки винищувачів «Спітфайер» на обложену Мальту. У 20-х числах лютого вийшов з конвоєм WS 16 на Мальту із завданням доставляння важливих вантажів до обложеного острову.
З 23 по 31 травня 1942 року «Бланкні» входив до сил ескорту конвою PQ 16, який супроводжував 35 транспортних суден (21 американське, 4 радянські, 8 британських, 1 голландське та одне під панамським прапором) до Мурманська від берегів Ісландії зі стратегічними вантажами і військовою технікою з США, Канади і Великої Британії. Його супроводжували 17 ескортних кораблів союзників, до острова Ведмежий конвой прикривала ескадра з 4 крейсерів і 3 есмінців.
Попри атаки німецького підводного човна U-703, повітряним нападам бомбардувальників He 111 та Ju 88 бомбардувальних ескадр I./KG 26 і KG 30 конвой, втратив сім суден і ще одне повернуло назад на початку походу, дістався свого місця призначення.
У червні «Бланкні» бере участь у супроводі транспортного конвою на обложену Мальту — операція «Гарпун». 5 числа він прибуває до Клайда для формування з'єднання «Т» (крейсери «Кенія» та «Ліверпуль», есмінці «Онслоу», «Бедуїн», «Ікарус», «Марна», «Матчлес», «Ескапейд», «Бленкні», «Міддлтон»).
26 червня 1942 року ескортний міноносець «Бланкні» включений до складу сил далекого ескорту конвою PQ 17, який прямував з Ісландії до Архангельська, а згодом повертався з конвоєм QP 13 до Рейк'явіка. 4 липня Адміралтейство отримало повідомлення про вихід у море лінкора «Тірпіц» і перший морський лорд адмірал флоту Д.Паунд віддав наказ «Конвою розсіятися!», а супроводжуючі конвой бойові кораблі відкликали для перехоплення «Тірпіца», усі транспортні судна кинули напризволяще. Як з'ясувалося згодом, інформація про вихід німецького лінкора виявилася неточною, тоді як конвой, залишений без захисту, став легкою здобиччю німецьких підводних човнів і торпедоносців. Як наслідок, 22 транспорти та 2 допоміжних судна із складу конвою були потоплені.
16 вересня есмінець приєднався до головних сил флоту для супроводження конвою QP 14, що повертався з СРСР до Лох Ю у Шотландії. 65 бойових кораблів супроводжували невеличкий транспортний конвой з 17 суден. У цілому конвой втратив шість кораблів та суден, тільки один U-435 встиг потопити чотири союзних судна.
23 грудня 1942 року есмінець «Бланкні» вийшов в останній передноворічний арктичний конвой JW 51B до радянських військово-морських баз, у складі далекого океанського ескорту

### 1943
6 січня 1943 року есмінець вийшов разом з «Ледбері» входив до складу Західної ближньої ескортної групи, що супроводжувала конвой RA 51 до Ісландії.
З 17 по 21 січня корабель залучався до ескортування конвою JW 52 з 15 транспортників, які йшли до Кольської затоки. «Бланкні» діяв у складі ескорту, який очолював лінкор «Енсон».
19 липня разом з крейсером «Ньюфаундленд» та есмінцем «Лукаут» обстрілював з гармат головного калібру позиції противника біля Катанії, а наступного дня біля Лентіні та Карлентіні.

### 1944
10 березня 1944 року «Бланкні», «Бленкатра», «Брекон», «Ексмур» і американський «Медісон» виявили неподалік від міста Остія та скоординованою атакою глибинними бомбами потопили U-450. Усі 42 члени екіпажу полонені.
Вночі 2 травня 1944 року німецький човен U-371 з'явився на поверхні моря буквально посередині союзного конвою, який проходив неподалік від алжирського міста Джиджель. Німці терміново здійснили критичне занурювання й в бою, що зав'язався між ними та американським есмінцем «Менгес», спромоглися уразити американський корабель торпедою.
«Бланкні» з американськими есмінцями «Прайд», «Дж. Кемпбелл» та французькими «Сенегаліз» і «Альціон» вирушили на перехоплення німецького підводного човна. У ході тривалих пошуків союзники не надавали німцям можливості спливти, поки їхній U-371 лежав на морському дні на глибині 240 метрів. Протягом доби німецька субмарина лежала не зворухнувшись, доки ситуація на борту німецького човна не стала критичною. Тоді командир німецького корабля спробував втекти під покровом темряви, але був відразу виявлений кораблями союзників. Зав'язалась стрілянина, німці змогли торпедною атакою уразити французький есмінець «Сенегаліз», однак через ураження в ході сутички та пожежу, що спалахнула на борту, човен не міг зануритись і незабаром капітулював.
У червні 1944 року «Бланкні» брав участь у підтримці висадки морського десанту на узбережжя Нормандії.